# Le avventure di Topo Gigio
Le avventure di Topo Gigio és una pel·lícula italiana d'animació dirigida el 1961 per Federico Caldura i Luca de Rio.

## Sinopsi
És la primera aventura cinematogràfica de Topo Gigio, un ratolí antropomorf creat per l'esposa de Caldura, Maria Perego, graciós, romàntic i innocent. S'embarca cap a la Lluna en un coet d'invenció pròpia, acompanyat de Rosy Rosicchia i el cuc Giovannino. Però el viatge acaba abans d'hora enmig del lloc més insospitat, on es veuen amenaçats per un màgic.

## Veus
- Armando Benetti
- Ignazio Colnaghi
- Carlo Delfini
- Ignazio Dolce
- Peppino Mazzulo - Topo Gigio
- Federica Milani
- Ermanno Roveri
- Milena Zini

## Reconeixements
Fou exhibida en la secció oficial del Festival Internacional de Cinema de Sant Sebastià 1963. També va guanyar el Premi Pelayo al Festival Internacional de Cinema de Gijón.